# Нур Дабіта Сабрі
Нур Дабіта Сабрі (12 липня 1999) — малайзійська стрибунка у воду.
Учасниця Олімпійських Ігор 2016, 2020 років.
Призерка Ігор Співдружності 2014, 2018 років.
Переможниця Ігор Південно-Східної Азії 2013, 2015, 2017, 2019 років.
Призерка Азійських ігор 2018 року.